# Chiesa madre (Maruggio)
La chiesa madre di Maruggio (o chiesa matrice) è una chiesa di Maruggio, in provincia di Taranto, edificata nel periodo a cavallo tra la seconda metà del Quattrocento e gli inizi del Cinquecento e dedicata alla Natività della Vergine Maria.

## Storia
Fu edificata nel centro storico sui resti di una chiesa di epoca bizantina dedicata a "Santa Maria de Nova", usando integralmente il carparo locale estratto dalle cave (oggi dismesse) in contrada Li Tajati.
I lavori di costruzione, parte dei quali furono eseguiti sotto la direzione di fra' Giambattista Alliata, iniziarono nella seconda metà del XV secolo (periodo in cui furono edificati il presbiterio e il coro) e terminarono agli inizi del XVI secolo, con la costruzione della navata maggiore e delle due laterali, a completare la pianta basilicale dell'edificio.
Nel corso dei secoli l'edificio subì numerosi rimaneggiamenti: in particolare nel Seicento e Settecento fu decorata all'interno con stucchi. A quest'epoca inoltre risale la cappella del Santissimo Sacramento.
Tra il 1959 e il 1961 l'edificio è stato oggetto di una totale opera di restauro da parte dell'architetto Lorenzo Corrado Cesanelli che ha riportato l'edificio alle forme originarie.
Un ulteriore restauro si è avuto negli anni novanta, con il rifacimento della pavimentazione interna.

## Descrizione

### Esterno

#### Facciata principale
La facciata è tripartita da lesene e nella parte superiore conserva un rosone realizzato durante i restauri del 1969 - 1961, in sostituzione di una finestra barocca che a sua volta rimpiazzava l'antico rosone romanico, distrutto nel 1743 dal terremoto di Nardò. Nel rosone è posta una vetrata raffigurante la Natività di Maria Vergine.
Nella parte inferiore si trova invece il portale principale, della stessa epoca, che sostituì quello barocco edificato dopo la perdita del portale romanico in seguito al terremoto.
La facciata culmina con un sobrio timpano.
Sulla facciata sono anche presenti delle cornici poggianti su archetti pensili che dividono la parte superiore dalla parte inferiore e corrono anche tra il timpano e il rosone, con decorazione a conchiglie e rosette.
Al centro della facciata campeggia lo stemma della famiglia Alliata, il commendatore durante il governo del quale furono terminati i lavori di costruzione della chiesa.

#### Facciata laterale nord
Per quel che concerne invece le mura laterali esterne degna di menzione è la facciata laterale sinistra (facciata nord), scandita da 8 lesene contenenti tra loro finestrelle romaniche. Nella parte superiore della facciata laterale corre una cornice a conchiglie e rosette che si congiunge a quella della facciata principale. Infine, altro elemento degno di nota è il portale laterale, di epoca cinquecentesca, chiamato anche Portale del Gesù per la presenza di un altare interno dedicato a Gesù Cristo in prossimità del portale.

### Interno

#### Navata centrale

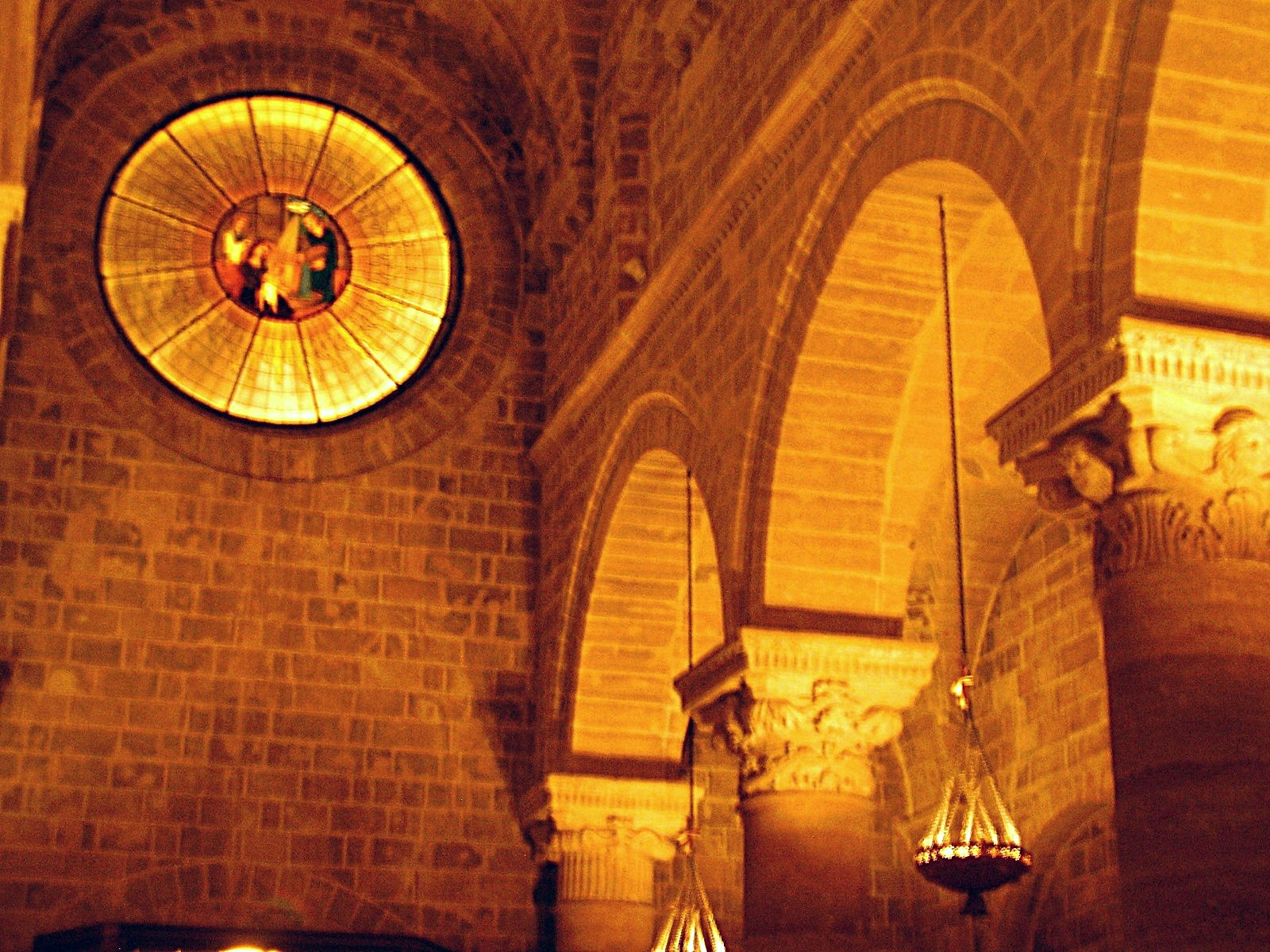
Chiesa madre - navata centrale

L'interno, a pianta basilicale, ha la navata centrale coperta da una volta a botte cinquecentesca di forma ogivale con arcate ogivali laterali al cui centro sorgono piccole finestre romaniche. La navata è inoltre sorretta da archi quasi a sesto acuto poggianti su 10 colonne (5 per lato) che la dividono dalle navate laterali, con capitelli cinquecenteschi riccamente decorati con teste, animali, fiori e foglie di acanto.

#### Navate laterali

##### Navata laterale sinistra
Le navate laterali invece presentano volte a crociera settecentesche, edificate dopo il crollo degli antichi tetti a canneto in seguito al terremoto del 1743.
Lungo la navata laterale sinistra vi è un affresco cinquecentesco raffigurante Santa Maria della Pietà) oggi parzialmente ricoperto dagli archi ciechi posti a rafforzare le mura laterali che rischiavano il cedimento dopo il terremoto del 1743, nell'intercapedine dei quali sono visibili Maria Maddalena ai piedi della Santa Croce e San Giovanni Apostolo piangente e col fazzoletto in mano.

##### Navata laterale destra
Nella navata destra invece si trovano due cappelle.
- la cappella del fonte battesimale, cinquecentesca, anticamente era dedicata al Rosario e fu voluta dall'omonima confraternita. Conserva un fonte battesimale cinquecentesco e una tela settecentesca raffigurante la Circoncisione di Gesù del pittore manduriano Matteo Niccolò Bianchi.
- la cappella del Santissimo Sacramento, edificata nel XVIII secolo dopo il terremoto del 1743 e commissionata dalla famiglia manduriana Giustiniani. È sormontata da una cupola ed ospita al suo interno un altare in stile barocco leccese contenente un tabernacolo ligneo e una tela settecentesca, ancora di Matteo Bianchi, raffigurante la Presentazione di Maria al Tempio.

Lungo la navata laterale destra troviamo inoltre un Crocifisso ligneo cinquecentesco di autore ignoto sopravvissuto alle calamità naturali e al tempo.
Lungo entrambe le navate in origine erano presenti 16 altari, commissionati da famiglie nobili maruggesi e manduriane, di cui 4 crollarono dopo il terremoto del 1743, i restanti furono rimossi coi primi restauri degli anni 50-60 del Novecento.

#### Presbiterio
Il presbiterio (facente parte della parte più antica della chiesa, quattrocentesca) è di forma quadrata ed è sormontato da una imponente cupola che culmina con una lanterna esagonale. Il tamburo della cupola dall'esterno è di forma ottagonale ma dall'interno è circolare. Lungo le mura del presbiterio sono esposte delle preziose tele di Matteo Bianchi e del fratello Diego Oronzo Bianchi, commissionate da diverse famiglie nobili dell'epoca:
- L'Annunciazione (XVIII sec.) di Matteo Bianchi, commissionata originariamente dalla famiglia Covelli;
- La Vergine col Bambino, San Giovanni Battista e San Giovanni Evangelista (XVIII sec.) di Diego Oronzo Bianchi, commissionata dalla famiglia Quattrocchi;
- L'Assunzione di Maria Vergine (XVIII sec.) di autore ignoto, commissionata dalla famiglia Palmieri.

#### Coro
Al di là del presbiterio, nel coro, è presente un altare in stile barocco in pietra leccese risalente al XVII sec. donato dal commendatore Francesco de Capua e al di sopra dell'altare in una nicchia, una statua, sempre in pietra leccese, donata dall'arciprete Covelli nel 1740 di Santa Maria la Nova, a cui originariamente era consacrata la chiesa.

#### Cripta
Alla chiesa è annessa anche una cripta ipogea, accessibile da una scalinata dal presbiterio e da un'altra scalinata dall'esterno della chiesa. La cripta è di epoca novecentesca ma già in passato vi era un ambiente ipogeo con funzione di luogo di sepoltura del clero. La cripta è dedicata alla Madonna di Lourdes, a cui è dedicata anche una cappella con la rappresentazione dell'Apparizione della Madonna di Lourdes a Bernardette. Nella cripta vi è custodito inoltre, in un'urna di bronzo, il corpo di san Costanzo, richiesto al Vicariato di Roma e donato a Maruggio dal commendatore Chigi nel 1733. Infine, all'interno dell'ipogeo è custodita una statua lignea dello scultore napoletano Giovanni de Santis rappresentante San Giovanni Battista Penitente, risalente al 1710.